# El Salero, Aguascalientes
El Salero är en ort i Mexiko.   Den ligger i kommunen Cosío och delstaten Aguascalientes, i den centrala delen av landet, 500 km nordväst om huvudstaden Mexico City. El Salero ligger 2 035 meter över havet och antalet invånare är 1 229.
Terrängen runt El Salero är platt åt nordost, men åt sydväst är den kuperad. Runt El Salero är det ganska tätbefolkat, med 62 invånare per kvadratkilometer. Närmaste större samhälle är Rincón de Romos, 17,6 km söder om El Salero. Omgivningarna runt El Salero är i huvudsak ett öppet busklandskap.